# Hemicordulia asiatica
Hemicordulia asiatica är en trollsländeart som först beskrevs av Selys 1878.  Hemicordulia asiatica ingår i släktet Hemicordulia och familjen skimmertrollsländor. IUCN kategoriserar arten globalt som livskraftig. Inga underarter finns listade i Catalogue of Life.